# Pokkén Tournament
Pokkén Tournament (ポッ拳?) è un videogioco arcade picchiaduro sviluppato da Bandai Namco in collaborazione con The Pokémon Company. Il videogioco combina le modalità di gioco delle serie Tekken e Soulcalibur con i Pokémon. Una versione Wii U del titolo è stata pubblicata il 18 marzo 2016. È stata inoltre realizzata una periferica apposita per la console, denominata Pokkén Tournament Pro Pad, che riprende l'aspetto del gamepad della versione coin-op del gioco.

## Modalità di gioco

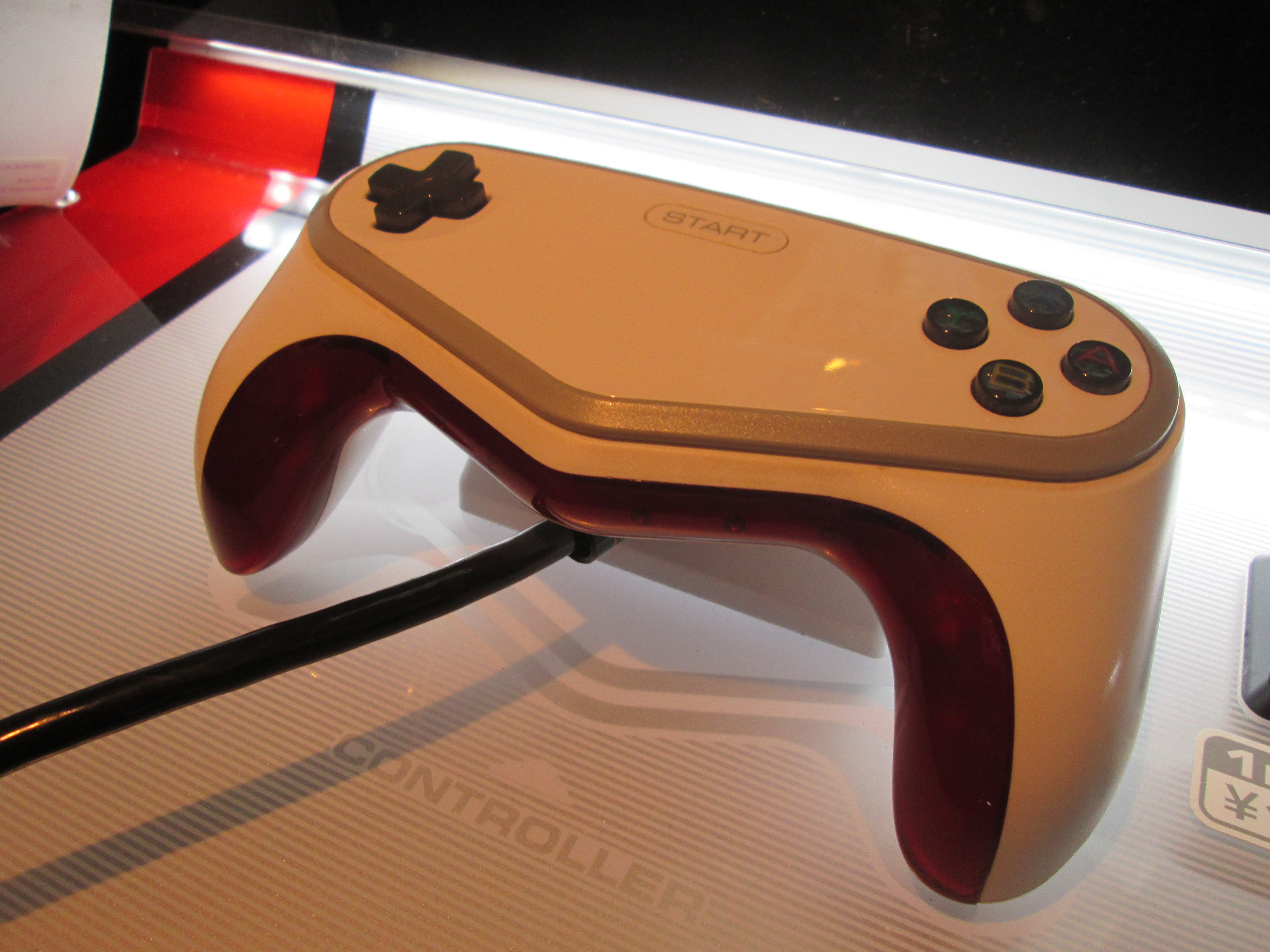
Controller di Pokkén Tournament

Nel videogioco è possibile controllare un Pokémon con cui affrontare un incontro fisico con un avversario utilizzando diversi tipi di mosse. Tra i Pokémon selezionabili figurano alcuni di tipo Lotta tra cui Machamp e Lucario, oltre ad altri Pokémon bipedi che includono Charizard, Pikachu, Gengar, Gardevoir e Weavile. Alcuni di questi personaggi sono dotati di megaevoluzione. L'unico Pokémon quadrupede presente nel gioco è Suicune.
Nel corso degli incontri è possibile utilizzare alcuni Pokémon che offriranno supporto al lottatore. Ad ogni ripresa si può schierare uno dei due Pokémon precedentemente selezionati tra una rosa che comprende Snivy, Lapras, Emolga, Fennekin, Frogadier, Eevee, Jirachi, Whimsicott, Mismagius e Ninetales.
La versione arcade del gioco è stata aggiornata per includere le evoluzioni degli starter della terza generazione Blaziken e Sceptile. Nella conversione per Wii U è stato inserito Pikachu wrestler. Nel videogioco è inoltre presente Mewtwo nero, ottenibile tramite carta amiibo. In Pokkén Tournament DX è stato aggiunto Decidueye.

## Personaggi
- Blaziken
- Pikachu
- Lucario
- Gardevoir
- Pikachu wrestler
- Sceptile
- Gengar
- Machamp
- Braixen
- Mewtwo
- Chandelure
- Suicune
- Charizard
- Weavile
- Garchomp
- Mewtwo nero (ottenibile fin da subito utilizzando l'omonima carta amiibo, o completando la modalità storia)
- Darkrai (versione DX)
- Scizor (versione DX)
- Croagunk (versione DX)
- Empoleon (versione DX)
- Decidueye (versione DX)
- Aegislash (versione DX - DLC)
- Blastoise (versione DX- DLC)

## Sviluppi
Nel giugno 2017 viene annunciata una conversione per Nintendo Switch denominata Pokkén Tournament DX.